# Комарно (Словакия)
Ко́марно (словац. Komárno, нем. Komorn, венг. Komárom, серб. Коморан), город на территории Житного острова в юго-западной Словакии на Дунае. Население — около 34 тыс. человек, большинство которых — венгры (60,1 %), словаки (34,5 %).

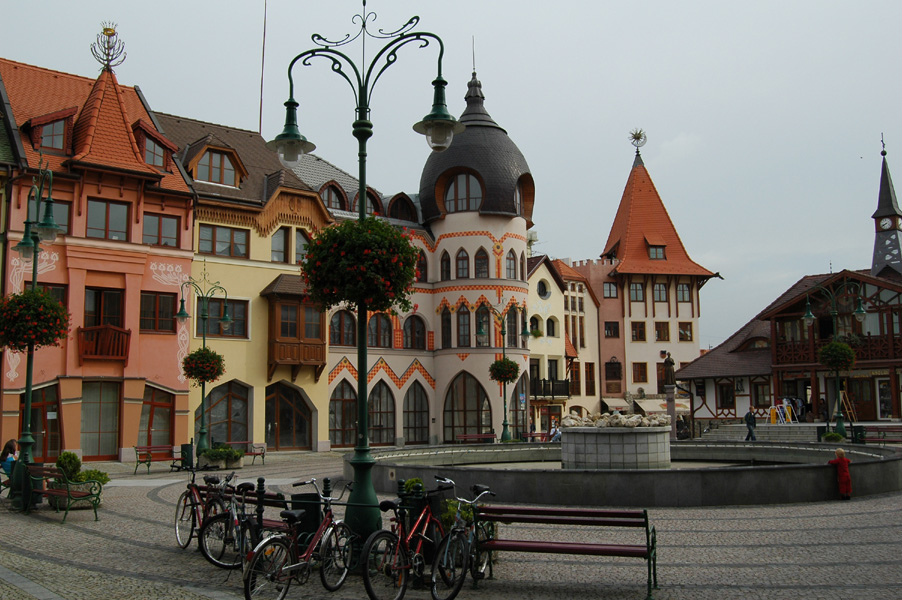
Центр города

## История
В I веке на месте Комарно возникло римское поселение Бригетио. В IV веке римляне были вытеснены варварами. В VI веке сюда проникают авары и славяне, в VIII веке территория, вероятно, становится частью Великой Моравии. В IX веке здесь появляются венгры и уже в X веке здесь появляется первая венгерская крепость Комаром, столица одноимённого комитата. Первое упоминание о ней встречается в 1075 году.
В 1265 году Бела IV даёт Комарно городские права. В XVI веке во время войн с Османской империей в Комарно строится мощная крепость — Старая Крепость. В XVII веке строится Новая Крепость. Комарно никогда не было взято турками. После прекращения войн с XVIII века Комарно становится одним из самых процветающих городов Австрии.
В 1745 году Мария Терезия даёт Комарно права свободного королевского города. В 1870 году здесь достраивается современная крепость, одна из важнейших в Австро-Венгрии.
В 1898 году в городе был основан судостроительный завод.
В 1918 году после распада Австро-Венгрии город разделяется на две части. Большая попадает в состав Чехословакии, меньшая — под оригинальным именем Комаром — в состав Венгрии.
В 1938 году, перед началом Второй мировой войны, чехословацкое Комарно, а также прилегающие территории на северном берегу Дуная, были переданы из состава Чехословакии в состав Венгрии (см. Мюнхенский сговор и Первый Венский арбитраж).
В марте 1945 года в результате Братиславско-Брновской наступательной операции город освободила Красная Армия. 30 марта 1945 года границы вернулись к довоенному состоянию, и Комарно вновь стал приграничным городом Чехословакии. Меньшая часть города осталась в Венгрии под названием Комаром. Эти два города стали пограничным переходом между Чехословакией (с 1993 года — Словакией) и Венгрией, пока обе страны не стали частью Шенгенской зоны, в результате чего 12 декабря 2007 года все иммиграционные и таможенные проверки были отменены.
Комарно и Комаром соединены тремя мостами: старый мост Элизабет, построенный в 1892 году, железнодорожный мост и завершённый в 2020 году мост Моноштор, через гавань проходит подъёмный мост.
В 2004 году в городе был основан Университет имени Яноша Шейе — единственный университет в Словакии с венгерским языком преподавания.

### Сербская община
17 мая 1511 года в городе была освящена первая православная церковь, построенная сербскими монахами. В 1690 году в ходе Великого переселения сербов в Комарно образовалась значительная сербская община. В 1754—1770 годах она построила Введенскую церковь, сохранившуюся до сих пор. В XIX веке община пришла в упадок. Если в 1826 году в городе проживало около 1500 сербов, то в 1869 году их осталось всего 112 человек.

#### История экономического сотрудничества
Во времена существования Восточного блока на комарненской верфи «Narodny Podnik Skoda Komarno (Slovenske Lodenice n.p. Komarno)» Советский Союз заказывал речные теплоходы. Наиболее известные суда, построенные на данном судостроительном предприятии: проект 26-37 (год постройки головного судна и название — 1957 г., «Октябрьская Революция», построено 14 судов этого проекта); проект 92-016 (1976 год, «Валериан Куйбышев», построено 9 единиц, являются самыми большими речными судами в мире данного класса). В настоящее время док используется для ремонта судов.

## Население
| Год:                | 1994   | 2004    | 2014    | 2024    |
| ------------------- | ------ | ------- | ------- | ------- |
| Количество человек: | 37 941 | 36 731  | 34 461  | 31 880  |
| Разница:            |        | −3,18 % | −6,18 % | −7,48 % |

## Знаменитые личности
- Франц Легар, родился здесь в 1870.
- Ладислав Постум, родился здесь в 1440.
- Айван Райтман, родился здесь в 1946.

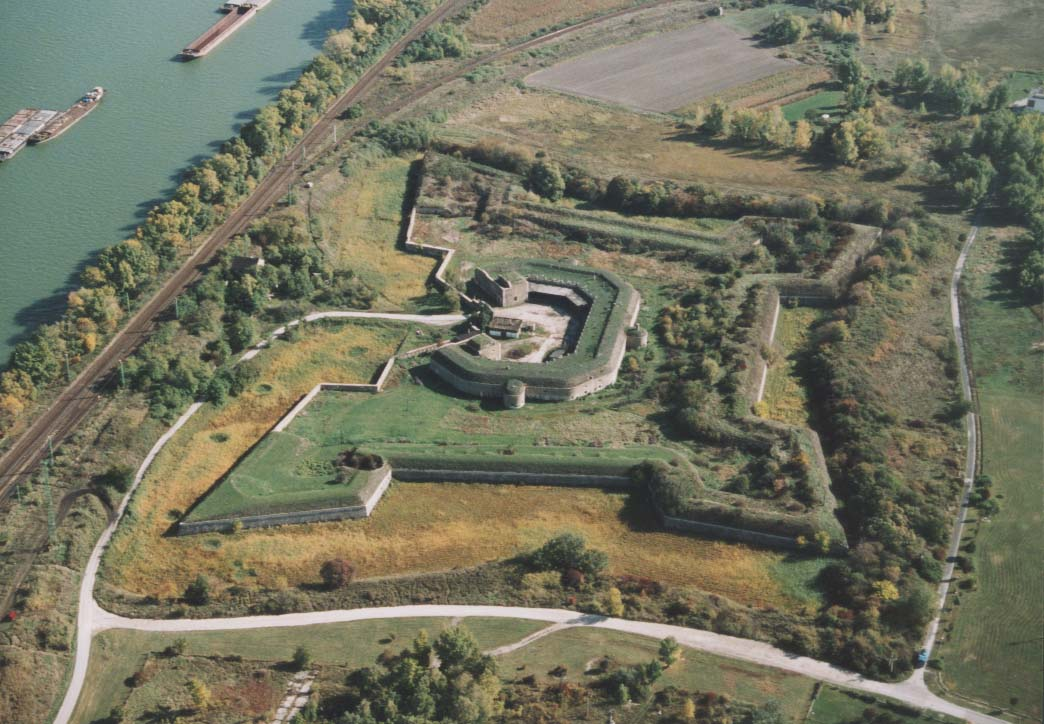
Один из фортов крепости Комарно

- Ганс Селье

## Достопримечательности
- Остатки древнеримского военного лагеря Каламантиа
- Крепость Комарно
- Костёл св. Андрея
- Костёл св. Розалии
- Коллегиум бенедиктинцев
- Лютеранская кирха
- Кальвинистская церковь
- Православная Введенская церковь
- Синагога
- Исторические дома и дворцы

## Международные организации
В Комарно расположена база Международной академии Сан-Марино (AIS San-Marino).

## Города-побратимы
- Бланско (чеш. Blansko), Чехия
- Вайсенфельс (нем. Weißenfels), Германия
- Комаром (венг. Komárom), Венгрия
- Кралупи-над-Влтавоу (чеш. Kralupy nad Vltavou), Чехия
- Лието (фин. Lieto, швед. Lundo), Финляндия
- Нижний Новгород, Россия
- Себеш (рум. Sebeş, венг. Szászebes), Румыния
- Терезин (чеш. Terezín, нем. Theresienstadt), Чехия